# John Ward (calciatore)
John Patrick Ward (Lincoln, 7 aprile 1951) è un ex calciatore e allenatore di calcio inglese, di ruolo attaccante.

## Carriera

### Giocatore
Esordisce a livello professionistico nel 1970 con la maglia del Lincoln City, club di quarta divisione inglese; rimane in squadra fino al termine della stagione 1978-1979 (con una parentesi in prestito al Workington nel 1972), vincendo anche un campionato nella stagione 1975-1976 e segnando complessivamente 91 reti in 240 presenze in campionato. Nei campionati 1979-1980 e 1980-1981 milita nella seconda divisione inglese con il Watford, con cui nell'arco di un biennio totalizza 27 presenze e 6 reti. Chiude la carriera da calciatore al termine della stagione 1981-1982, nella quale gioca prima 3 partite in seconda divisione al Grimsby Town e poi una partita in terza divisione al Lincoln City.

### Allenatore
Nel 1982, subito dopo il ritiro, torna al Watford per diventare vice dell'allenatore Graham Taylor; segue quest'ultimo anche nella sua esperienza all'Aston Villa, tra il 1987 ed il 1990; rimane ai Villans anche nella stagione 1990-1991, dopo l'addio di Taylor, diventato nel frattempo commissario tecnico della nazionale inglese.
Nella stagione 1991-1992 diventa allenatore dello York City, club di quarta divisione, dove rimane anche per gran parte della stagione 1992-1993, durante la quale si dimette a stagione in corso nonostante la squadra fosse in zona play-off, per diventare subito dopo il suo addio al club dello Yorkshire il nuovo tecnico del Bristol Rovers, in terza divisione. Lascia il club nel 1996, trascorrendo poi la stagione 1996-1997 come vice di Adrian Heath al Burnley, in seconda divisione. Nella stagione 1997-1998 conquista un secondo posto in terza divisione al Bristol City, dove rimane anche nel successivo campionato di seconda divisione, salvo poi essere esonerato il 28 ottobre 1998. Dopo l'esonero, diventa vice di Colin Lee al Wolverhampton, club di seconda divisione: ricopre tale ruolo fino all'esonero di Lee, nel 2000, quando gli subentra per 4 partite di campionato (nelle quali raccoglie 3 vittorie ed una sconfitta) come allenatore ad interim. Quando poi Dave Jones viene assunto come nuovo allenatore, rimane come vice di quest'ultimo, ricoprendo l'incarico fino al 2003, quando diventa tecnico del Cheltenham Town, in quarta divisione: qui, nella stagione 2005-2006 vince i play-off e conquista la promozione in terza divisione, categoria nella quale poi allena per l'intera stagione 2006-2007 e nelle prime partite della stagione 2007-2008. Il 2 ottobre 2007 si dimette e, contestualmente, passa al Carlisle Utd, dove allena per altri due anni nel medesimo campionato, raggiungendo anche una qualificazione ai play-off nella sua prima stagione. Dal 2009 al 2012 è in terza divisione al Colchester Utd (come vice nella prima stagione, come allenatore nelle due successive), mentre dal 17 dicembre 2002 al 28 marzo 2014 allena nuovamente i Bristol Rovers, in quarta divisione. Dal 30 novembre al 18 dicembre 2015 lavora come allenatore ad interim del Walsall, con cui in 3 partite allenate ottiene 2 vittorie ed un pareggio nel campionato di terza divisione.

## Palmarès

### Giocatore

#### Competizioni nazionali
- Fourth Division: 1

Lincoln City: 1975-1976